# 嘉兴城墙

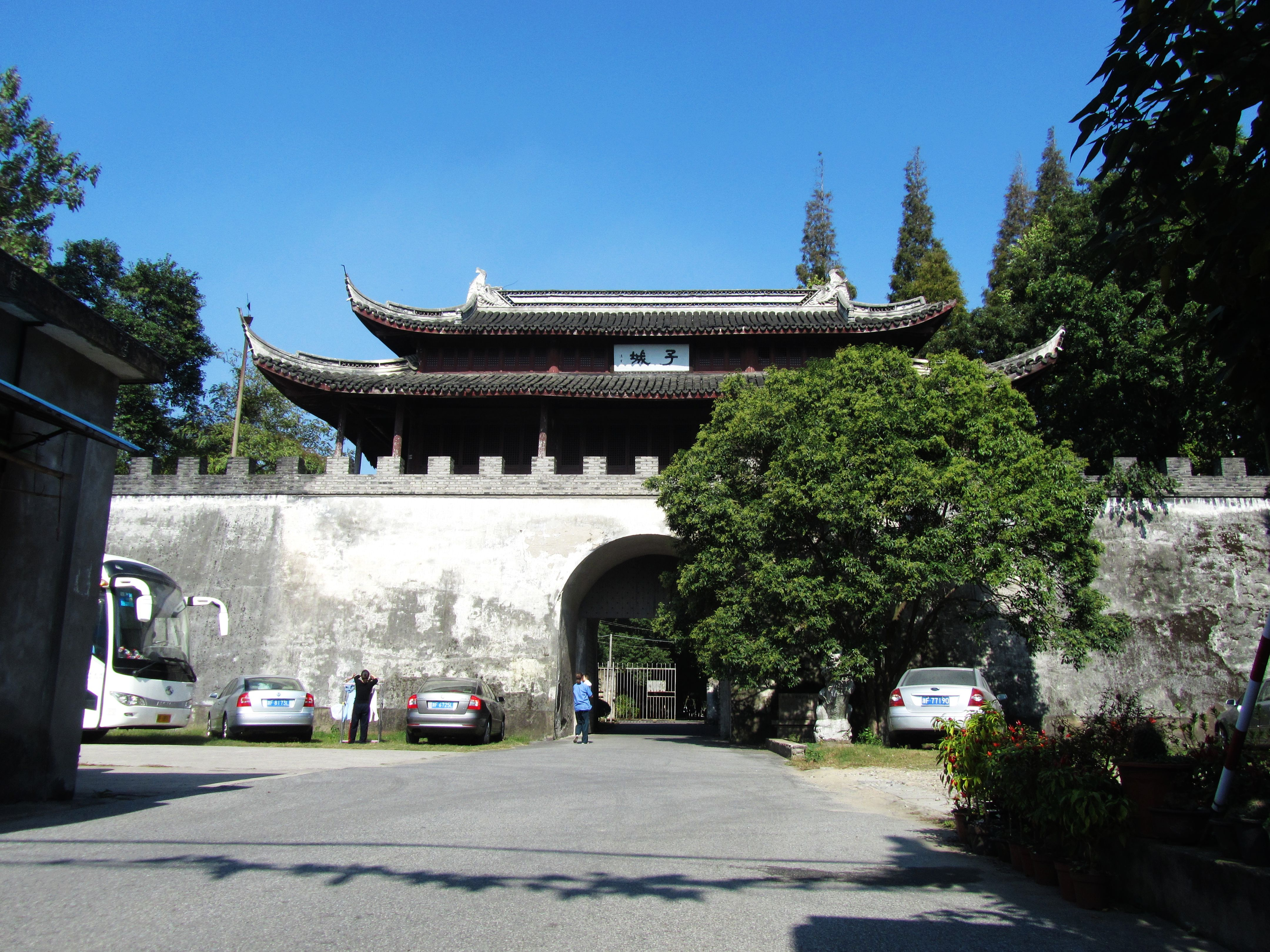
嘉兴子城谯楼

嘉兴城墙位于中国浙江省嘉兴市。1928年－1929年，嘉兴城墙被拆除，改为环城马路。仅余子城的府门谯楼及东西两侧长约百米的城墙。

## 历史
三国孙吴黄龙三年（231年），孙权筑子城，成为嘉兴最早城垣。唐文德元年（888年）,吴越制置使阮结在子城外围筑罗城。至元十三年，城墙被毁。
明洪武三年，重筑嘉兴城墙。万历三十九年（1611年），改澄海门为迎黄门，改通越门为阜城门，春波门为澄霁门，望吴门为拱辰门。
1921年，于东门北门间新辟一门。1927年，嘉兴成立拆城筑路委员会，城墙遂后被拆除。望吴门、春波门原址立有碑刻，其余诸门已无存。

## 城门
嘉兴城墙有四座城门，东为春波门、南为澄海门、西为通越门、北为望吴门。